# 傾心
傾心，是日本現役純種競賽馬匹。目前主要勝場有2024年鬱金香賞。

## 出賽前
2021年4月5日出生於北海道新日高町聖心台牧場，成長途中於拍賣會上被馬主公司YGG Horse Club Co. Ltd.以385萬日圓購入。
其後交由栗東訓練中心練馬師庄野靖志訓練。

## 競賽生涯

### 2歲
2023年8月13日出戰小倉競馬場2歲新馬戰，保持於第四的位置下在過彎時稍為加速，但於直路上未能壓制對手，最終以第三完賽。
其後出戰2歲未勝利戰，本次比賽初段選擇保持於中團靠後位置下在彎道逐步透出，最終成功在直路上爆發末腳速度，以3/4馬位取得首勝。
11月26日出戰白菊賞，繼續採用居中戰術，並保持以穩定速度維持走勢。進入直路後，其於中檔位置逐步加速衝出，可惜未能追上前方領放的Psipsina，以頸位差距憾負。
12月10日以一級賽阪神兩歲牝馬錦標，亦為鞍上騎師永島真奈美首次出戰一級賽。比賽開始後，其選擇後上的戰術，保持於隊伍尾二的位置等待時機，並於對面直路後半段稍為加速上前。進入直路後，其於中團外檔位置徐徐衝刺尋求突破，但最終未能縮窄和前方賽駒距離下以第七落敗。

### 3歲
2024年首戰為表列賽小妖精錦標，改用先行戰術下一直維持於第三的位置，並保持穩定的節奏。進入直路後，其於內欄展開加速成功突破，並於中段一度取得領先，然而其後稍為力弱之下未能維持走勢，最終被後方來襲的光華後勁超越。
3月2日出戰鬱金香賞，並改由武豐策騎。比賽開始後，其選擇以緩慢的姿態保持於後方位置，進佔尾三之下未有太大動作以等待時機。進入直路後，其隨即抽出大外檔望空，並成功一舉加速轟出後600米34.3秒的末腳速度，最終蠶食所有對手下取得首個分級賽冠軍。
其後以雌馬三冠頭關櫻花賞作為目標，比賽再度選擇留後，並一直保持於隊伍最後方。進入直路後，其於外檔位置再度嘗試加速衝出，但最終未能威脅前方的橡木城、百塔意城及光華後勁下以第四完賽。
完成櫻花賞後決定增程挑戰優駿牝馬（日本橡樹大賽），賽前取得第四人氣。比賽開始後，其再度以後上的姿態展開賽事，直至第三、四彎道之間才逐步由外檔上前。進入直路後，其於外檔位置展開突破，但本次比賽未能展現以往的末腳速度，最終無法接近前方下僅跑獲第六的戰績。
其後因為原定在秋季以秋華賞作為目標，但狀態不佳下選擇避戰被繼續休養。

### 4歲
2025年首戰為3月下旬的愛知盃，本次比賽其於出閘後隨即留後，一直保持在遮擋位置等待時機。進入最後彎道向着直路進發時，其稍為抽出外檔望空並開始衝刺，雖然得以跑出全場最快末腳速度，但仍然未能扭轉局面，最終以第六的名次完賽。
其後以阪神牝馬錦標作為目標，比賽初段選擇在先頭位置逐步推進，然而在直路上未能維持良好的走勢，最終失速下以第十二大敗。
5月因未能前往維多利亞一哩賽而選擇表列賽都大路錦標，比賽初段選擇在後方位置等待時機，但在直路上一直未能順利加速衝刺，最終以第八落敗。

### 詳細賽績
| 日期       | 舉辦國家 | 馬場 | 距離   | 級別 | 賽事名稱         | 負重 | 騎師       | 馬號 | 出馬 | 名次 | 時間   | 頭馬（二馬）   |
| ---------- | -------- | ---- | ------ | ---- | ---------------- | ---- | ---------- | ---- | ---- | ---- | ------ | -------------- |
| 13/8/2023  | 日本     | 小倉 | 草1200 |      | 2歲新馬          | 52   | 永島真奈美 | 11   | 12   | 3    | 1:09.9 | Passing Shower |
| 8/10/2023  | 日本     | 京都 | 草1600 |      | 2歲未勝利        | 52   | 永島真奈美 | 10   | 12   | 1    | 1:34.8 | （Win Dione）  |
| 26/11/2023 | 日本     | 京都 | 草1600 |      | 白菊賞           | 55   | 永島真奈美 | 1    | 10   | 2    | 1:35.7 | Psipsina       |
| 10/12/2023 | 日本     | 阪神 | 草1600 | GI   | 阪神兩歲牝馬錦標 | 55   | 永島真奈美 | 11   | 18   | 7    | 1:33.5 | 百塔意城       |
| 3/2/2024   | 日本     | 京都 | 草1600 | L    | 小妖精錦標       | 55   | 永島真奈美 | 5    | 11   | 2    | 1:35.2 | 光華後勁       |
| 2/3/2024   | 日本     | 阪神 | 草1600 | GII  | 鬱金香賞         | 55   | 武豐       | 6    | 16   | 1    | 1:33.1 | （東赤兔）     |
| 7/4/2024   | 日本     | 阪神 | 草1600 | GI   | 櫻花賞           | 55   | 武豐       | 7    | 18   | 4    | 1:32.4 | 橡木城         |
| 19/5/2024  | 日本     | 東京 | 草2400 | GI   | 優駿牝馬         | 55   | 武豐       | 13   | 18   | 6    | 2:24.6 | 雪嶺熱點       |
| 23/3/2025  | 日本     | 中京 | 草1400 | GIII | 愛知盃           | 56   | 永島真奈美 | 18   | 17   | 6    | 1:20.8 | 麗圖小鎮       |
| 12/4/2025  | 日本     | 阪神 | 草1600 | GII  | 阪神牝馬錦標     | 55   | 今村聖奈   | 7    | 14   | 12   | 1:33.4 | 功成珍寶       |
| 25/5/2025  | 日本     | 新潟 | 草1800 | L    | 都大路錦標       | 55   | 橫山典弘   | 17   | 15   | 8    | 1:46.6 | 東赤兔         |

## 血統簡介
父系文雅之士為日本賽駒，生涯戰績優秀，曾勝出大阪盃及日本盃。祖父真心呼喚爲日本馬匹，生涯戰績彪炳，曾勝出有馬紀念及杜拜司馬經典賽，退役後配種成績亦極爲優秀，爲日本近代著名種馬之一。
母系Bijou Tosho為日本賽駒，生涯僅勝出一場賽事。外祖父天空深處為日本賽駒，生涯戰績優勢，曾於2008年勝出東京優駿（日本打吡）及NHK一哩賽並達成變則二冠。

### 血統表
| 父線：週日寧靜系（Halo系）               |                             |                   |                 |
| 種馬 文雅之士 2014年（栗色）             | 真心呼喚 2001年（棗色）     | 週日寧靜          | Halo            |
| 種馬 文雅之士 2014年（栗色）             | 真心呼喚 2001年（棗色）     | 週日寧靜          | Wishing Well    |
| 種馬 文雅之士 2014年（栗色）             | 真心呼喚 2001年（棗色）     | Irish Dance       | 東來兵          |
| 種馬 文雅之士 2014年（栗色）             | 真心呼喚 2001年（棗色）     | Irish Dance       | Buper Dance     |
| 種馬 文雅之士 2014年（栗色）             | Pirramimma 2005年（深棗色） | Unbridled's Song  | Unbridled       |
| 種馬 文雅之士 2014年（栗色）             | Pirramimma 2005年（深棗色） | Unbridled's Song  | Trolley Song    |
| 種馬 文雅之士 2014年（栗色）             | Pirramimma 2005年（深棗色） | Career Collection | General Meeting |
| 種馬 文雅之士 2014年（栗色）             | Pirramimma 2005年（深棗色） | Career Collection | River of Stars  |
| 繁殖雌馬 Nijou Tosho 2011年（栗色）      | 天空深處 2005年（栗色）     | 愛麗速子          | 週日寧靜        |
| 繁殖雌馬 Nijou Tosho 2011年（栗色）      | 天空深處 2005年（栗色）     | 愛麗速子          | 愛麗花          |
| 繁殖雌馬 Nijou Tosho 2011年（栗色）      | 天空深處 2005年（栗色）     | Abi               | 首席皇冠        |
| 繁殖雌馬 Nijou Tosho 2011年（栗色）      | 天空深處 2005年（栗色）     | Abi               | Carmelized      |
| 繁殖雌馬 Nijou Tosho 2011年（栗色）      | 東商變革 2001年（棗色）     | 最後橫掃          | Forty Niner     |
| 繁殖雌馬 Nijou Tosho 2011年（栗色）      | 東商變革 2001年（棗色）     | 最後橫掃          | Broom Dance     |
| 繁殖雌馬 Nijou Tosho 2011年（栗色）      | 東商變革 2001年（棗色）     | Tabatha Tosho     | 勇舞            |
| 繁殖雌馬 Nijou Tosho 2011年（栗色）      | 東商變革 2001年（棗色）     | Tabatha Tosho     | Samantha Tosho  |
| 雌系：號族：5-j                          |                             |                   |                 |
| 五代內近親交配：週日寧靜 3×4、利法爾 5×5 |                             |                   |                 |

## 命名由來
名字Sweep Feet（スウィープフィート）出自英語中的俚語「Sweep someone off their feet」，意思為「使人徹底傾倒和愛上」，亦有繼承之祖母東商變革之名字的意圖，香港則取其背後意思，翻譯為「傾心」。

## 外部連結
- 傾心 netkeiba.com
- 血統表